# 戌立石器時代住居跡
座標: 北緯36度21分41秒 東経138度23分07秒 / 北緯36.36139度 東経138.38528度

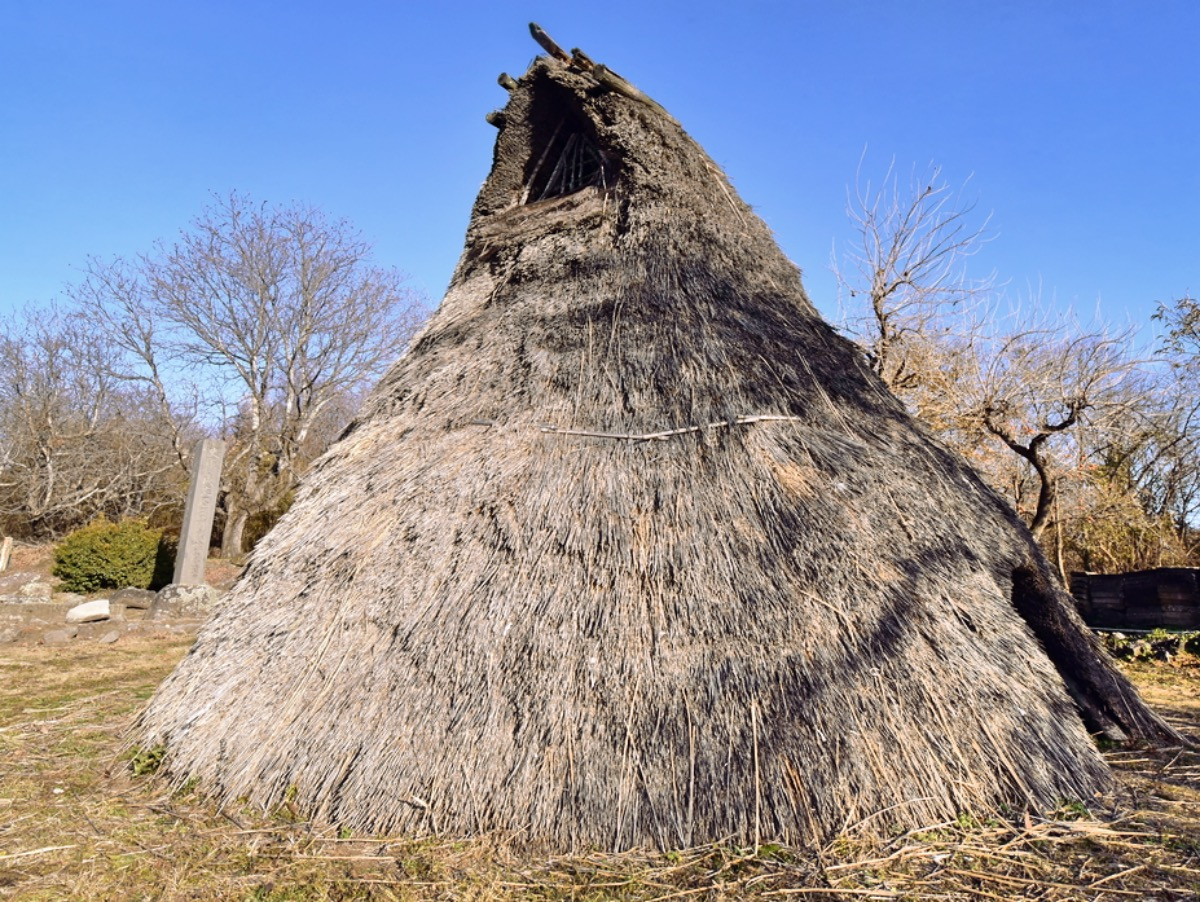
戌立石器時代住居跡

戌立石器時代住居跡（いんたてせっきじだいじゅうきょあと）は、長野県東御市滋野乙にある縄文時代中期～後期の集落遺跡である。1933年（昭和8年）2月28日に国の史跡に指定された。

## 解説
文化庁はこの建物遺構について、次のように解説している。
1930年（昭和5年）、小規模な発掘を行ったところ、竪穴建物跡や炉跡、獣骨片・土器類・磨製石斧・石鏃などの多数の出土品が発見された。これを受けて、隣接する寺ノ浦石器時代住居跡と合わせて、1933年（昭和8年）国の史跡となった。史跡に指定された際、日本最初のものと言われる復元建物が建てられたが、後に老朽化により崩壊した。現存する復元建物は、1988年（昭和63年）に地元住民の協力によって再復元されたものである。
1983年（昭和58年）から1984年（昭和59年）にかけて、遺跡範囲確認調査が行われ、文部省が史跡指定した建物跡を中心として約63,000平方メートル、小諸市にわたる部分まで含めると約80,000平方メートル以上におよぶ大遺跡と判明した。

## 交通案内
- しなの鉄道・滋野駅から徒歩40分[3]